# Yeison Javier Devoz
Yeison Javier Devoz (Cartagena, Bolívar, Colombia; 4 de abril de 1989) es un futbolista colombiano. Juega como delantero.

## Trayectoria
Su primer club fue el Alianza Petrolera de la Primera B de Colombia, allí estuvo desde el 2006 hasta 2007 para ser transferido al Atlético Nacional del Fútbol Profesional Colombiano. Después de 2 años en el club antioqueño, pasó a ser parte de la nómina del Real Cartagena. En el equipo de 'La Heroica' jugó seis meses, regresando al Atlético Nacional a mediados de 2009. Para el segundo semeste de 2010, jugó con el Itagüí de la segunda división. Actualmente juega con Alianza Petrolera de la Primera B de Colombia.
- Todos sus goles con Atlético Nacional fueron en Copa Colombia.

## Clubes
| Club              | País     | Año         | Goles |
| ----------------- | -------- | ----------- | ----- |
| Alianza Petrolera | Colombia | 2006-2007   | 2     |
| Atlético Nacional | Colombia | 2007-2008   | 4     |
| Real Cartagena    | Colombia | 2009        | 2     |
| Atlético Nacional | Colombia | 2009-2010   | 2     |
| Rionegro Águilas  | Colombia | 2010        | ?     |
| Alianza Petrolera | Colombia | 2011 - 2012 | 12    |

## Palmarés

### Campeonatos nacionales
| Título              | Club              | País     | Año  |
| ------------------- | ----------------- | -------- | ---- |
| Torneo Finalización | Atlético Nacional | Colombia | 2007 |
| Primera B           | Itagüí            | Colombia | 2010 |